# Axel Grosser
Axel Grosser (Weißandt-Gölzau, 12 de marzo de 1961) es un deportista de la RDA que compitió en ciclismo en la modalidad de pista, especialista en la prueba de persecución por equipos. Ganó dos medallas de oro en el Campeonato Mundial de Ciclismo en Pista, en los años 1979 y 1981.

## Medallero internacional
| Campeonato Mundial | Campeonato Mundial       | Campeonato Mundial | Campeonato Mundial          |
| Año                | Lugar                    | Medalla            | Competición                 |
| ------------------ | ------------------------ | ------------------ | --------------------------- |
| 1979               | Ámsterdam (Países Bajos) | Medalla de oro     | Persecución por equipos (A) |
| 1981               | Brno (Checoslovaquia)    | Medalla de oro     | Persecución por equipos (A) |